# Citroën Berlingo

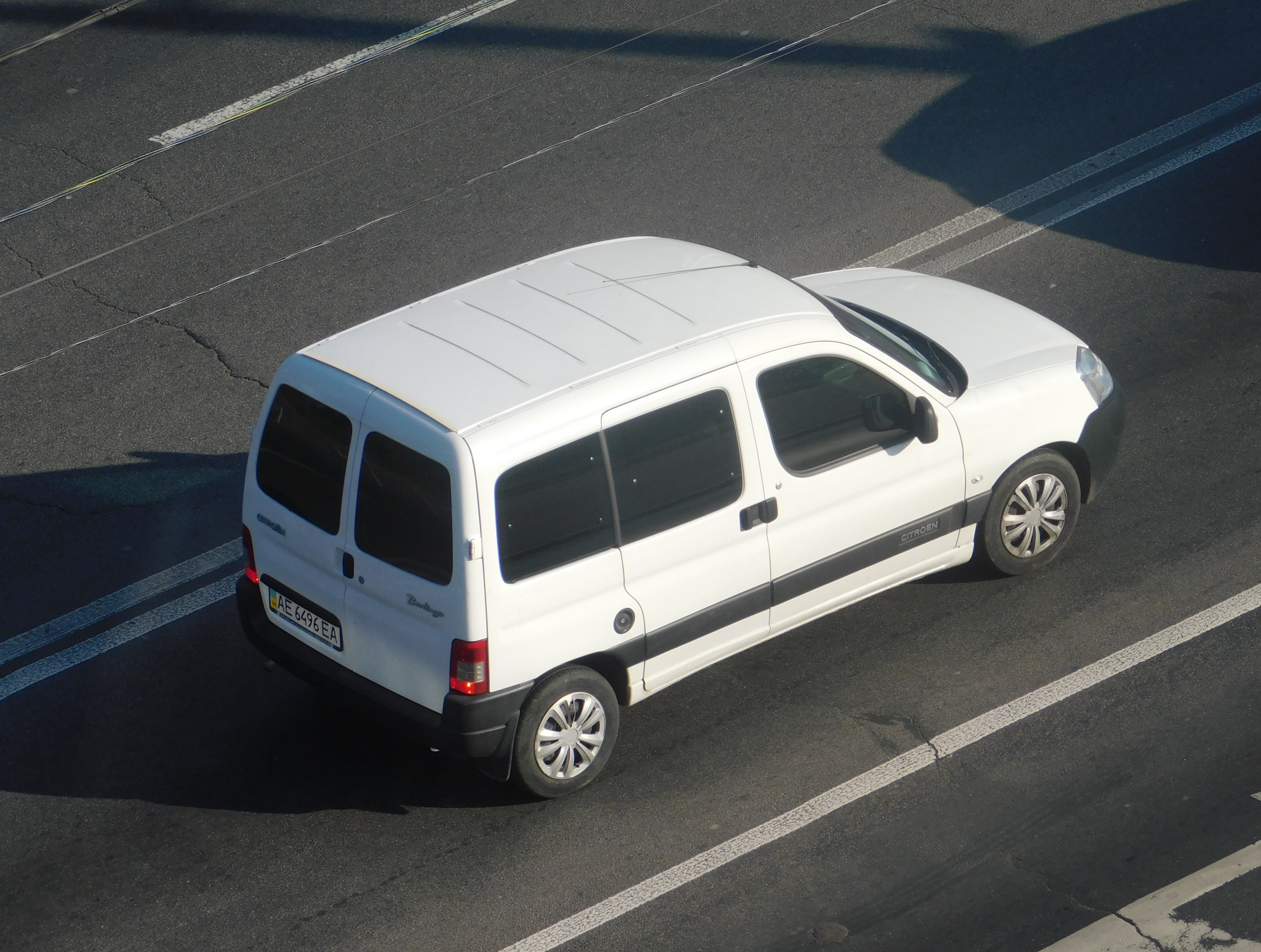

A Berlingo 1996 óta szerepel a Citroën modellválasztékában. Azóta mintegy 1 760 000 darab fogyott belőle világszerte.
2002-ben erőteljesebb, 2006-ban enyhébb modellfrissítésen esett át. A legújabb változat 2008-ban került forgalomba, a régi modellek Berlingo First néven még kaphatók maradtak.

## Haszongépjármű…
A Berlingónak teher- és személyszállításra alkalmas változata is van. Eredetileg csak haszongépjárműként jelent meg, a már akkor is koros (1984 óta gyártott) C15 leváltására szánták. Érdekes ugyanakkor, hogy a C15-öt 2006-ig tovább gyártotta a Citroën.
Kisteherautóként 600 és 800 kg hasznos terhelhetőségű, 75 ill. 92 lóerős, 1600 cm³-es HDi-motorral kapható Magyarországon, de létezik elektromos és gázüzemű változata is.

## …és személyautó
Személyautóként kategóriateremtő modellről van szó: az elsőként piacra került kisteherautóból hamarosan (1997-re) kifejlesztették a Multispace fantázianevű, gazdagabban felszerelt, színesebb személyváltozatot is. Így született a "ludospace" elnevezés és a kompakt családi szabadidő-autók kategóriájan, amely azelőtt nem létezett, de hirtelen nagy siker lett, és más konstruktőrök is meglátták benne a fantáziát. Így azóta a Berlingo (és testvérmodellje, a Peugeot Partner) mellett megjelent többek között a Renault Kangoo, a Fiat Doblò, az Opel Combo Tour, a Mercedes Vaneo, és a Ford Tourneo.
A márkák közötti versenyfutás jegyében a modell egyre fejlődik. 1999-ben először egy (jobb oldali), majd 2001-ben két tolóajtó került rá. Kifejlesztették az XTR verziót is, amely optikailag kisterepjáróra emlékeztet.

## Érdekességek[1]
Az első változaton még létezett a Kacsára emlékeztető teljes vászontető, ezt azonban 2002-ben kivették a kínálatból.
A hatalmas belső térben muszáj megszervezni a tárolást, ezért kapnak helyet olyan berendezési "tárgyak", mint a Modutop (a tető alatti tér kihasználására szolgáló polcrendszer) és a Modubox (összehajtható bevásárlókosár arra az esetre, ha a csomagtérben kevesebb holmit szállítunk, és nem szeretnénk, ha ide-oda gurulnának útközben).
A személyautós jelleget hangsúlyozó, felfelé nyíló hátsó ajtó praktikus esővédőként is funkcionál, bár szűk parkolóhelyen nehezebben nyitható, így opcióként a kétoldalra nyíló változat is létezik.